# ФК „Шефилд Юнайтед“
Футболен клуб „Шефилд Юнайтед“ (на английски: Sheffield United Football Club) е професионален футболен клуб от град Шефилд, Южен Йоркшър, Англия.
Играе в Чемпиъншип. Прякорът на отбора е „Остриетата“, които са и на емблемата на тима (в употреба от сезон 1977-78). Шефилд Юнайтед са печелили Лигата през 1898 и ФА Къп през 1899, 1902, 1915 и 1925. Полуфиналист за Купата на лигата през 2003.

## Състав за сезон 2023/24
- Вратари
- 1  Адам Дейвис
- 18  Уесли Фодарингъм
- 37  Джордан Амиса

- Защитници
- 2  Джордж Бълдок
- 3  Макс Лов
- 5  Остин Тръсти
- 6  Крис Башъм
- 12  Джон Игън
- 14  Люк Томас
- 15  Анел Ахмедходжич
- 19  Джак Робинсън
- 20  Джейдън Богъл
- 33  Рийс Норингтън-Дейвис

- Полузащитници
- 4  Джон Флек
- 8  Густаво Хамер
- 16  Оливър Норууд
- 17  Исмаила Кулибали
- 21  Винисиус Соуза
- 22  Том Дейвис
- 23  Бен Осборн
- 25  Анис Бен Слиман

- Нападатели
- 7  Райън Брюстър
- 9  Оливър Макбърн
- 10  Камерън Арчър
- 11  Бен Бреретон Диас
- 32  Уилям Осула
- 36  Даниел Джебисън

## Български футболисти
- Михаил Полендаков - 2025... (0 мача / 0 гола...)